# Karl Heinrich Eulenstein
Karl Heinrich Eulenstein, nemški virtuoz, igralec na drumljici, * 27. december 1802, Heilbronn, † 15. januar 1890, Celje.

## Življenje in delo
V mladosti je z drumljicami v žepu ušel svojim staršem in potoval po svetu. Kot priznan virtuoz je nastopal tudi na angleškem in fancoskem dvoru. Bil je član prijateljskega kroga, ki se je zbiral okoli pesnika Justinusa Kernerja. Ko so mu izpadli zobje, se je preživljal s poučevanjem tujih jezikov in se nazadnje naselil pri svoji hčerki v Celju.